# 일본 사회보험청

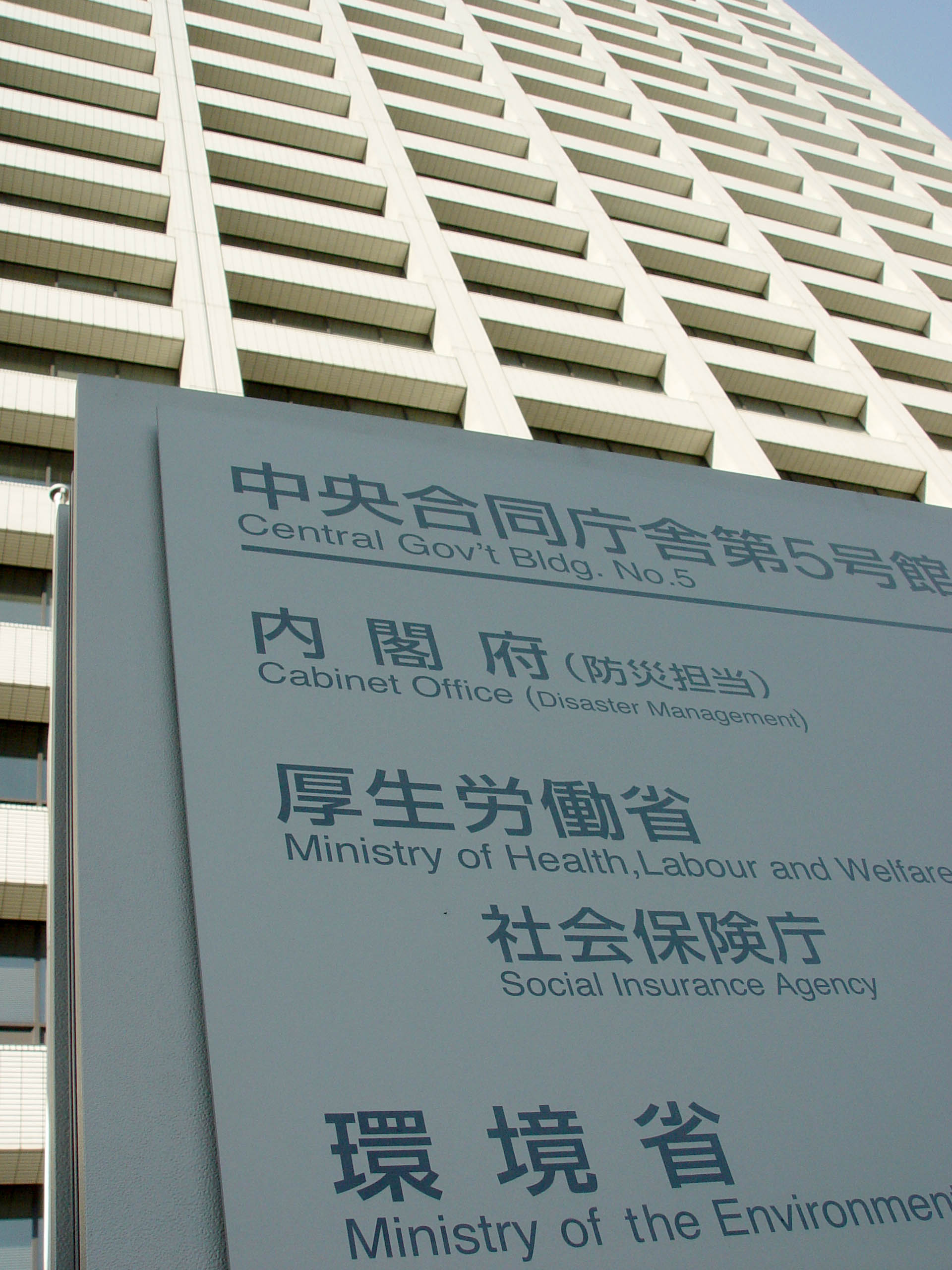
사회보험청 청사

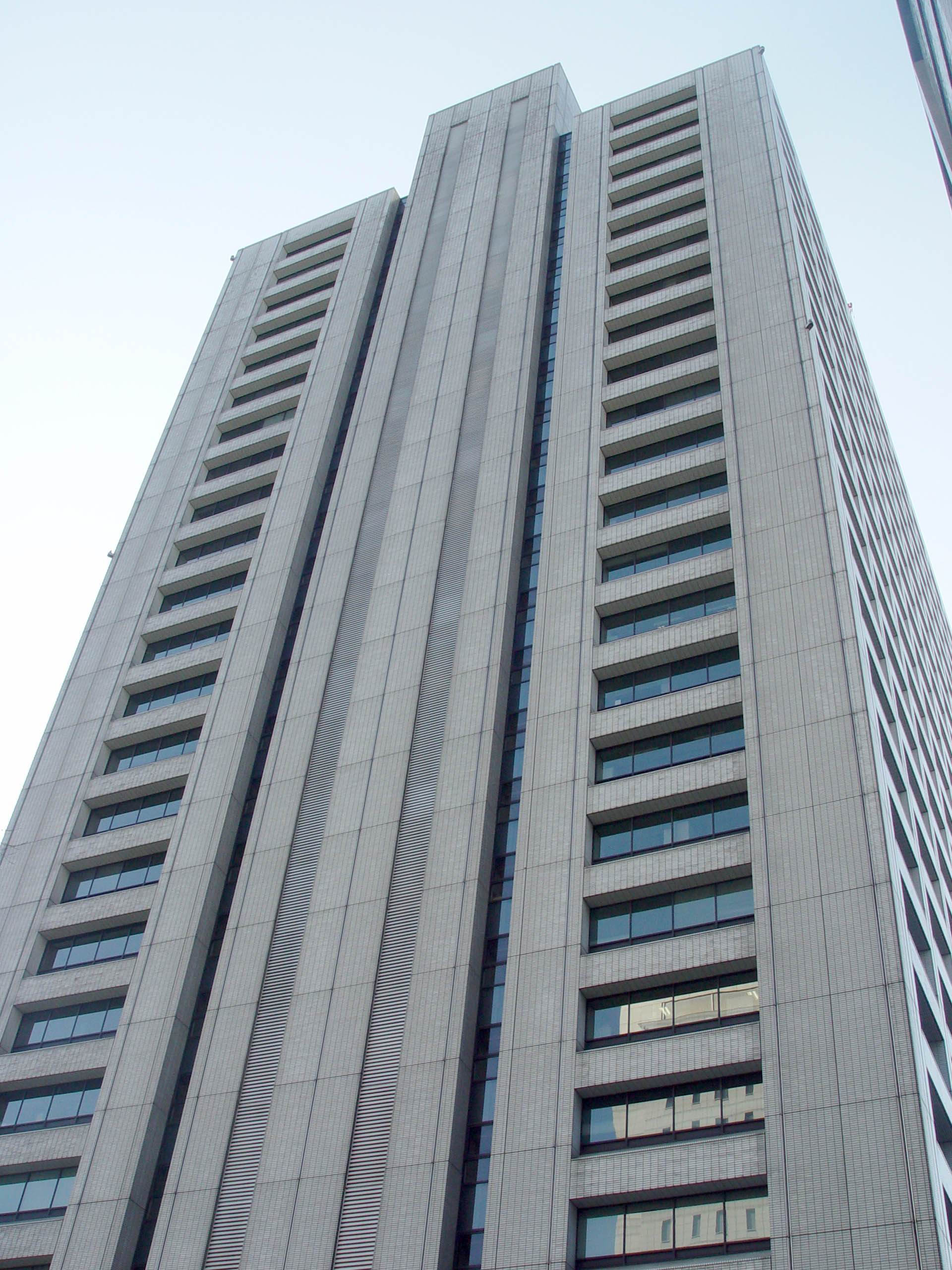
사회보험청 청사, 19층과 20층을 사용하고 있었다.

사회보험청(일본어: 社会保険庁, Social Insurance Agency)은 과거 일본 후생노동성의 외국(外局)이었다. 사회보험청 장관을 필두로 일본 정부가 관장하는 건강보험 사업, 선원보험 사업, 후생연금보험 사업, 국민연금 사업 등의 운영을 담당했다. 지방에는 도도부현 단위의 사회보험사무국이 설치되어 있었으며, 그 산하에는 사회보험사무소가 설치되어 있었다.
2004년 이후 스캔들이나 직원의 부정·부패, 장부의 임의 수정 등의 행위가 잇따라 발각되면서 사회적인 신뢰를 상실하고 말았다. 이에 따라 개혁의 일환으로 사회보험청은 2009년 12월 31일 부로 폐지되어, 2010년 1월 1일부터 특수 법인으로서의 일본연금기구가 설립되었다.

## 연혁
- 1962년 7월 1일, 후생성의 외국으로 사회보험청 설치.

- 장관관방, 의료보험부, 연금보험부의 1관방 2부로 구성.
- 부속 기관으로 사회보험연구소를 설치(후생성의 부속기관에서 이관).

- 1971년 5월 16일, 사회보험연구소를 사회보험대학교로 개조.
- 1980년 4월 1일, 장관관방에 장관관방 심의관을 설치.
- 1988년 10월 1일, 사회보험청에 사회보험청 차장을 설치.

- 장관관방, 의료보험부, 연금보험부를 폐지하고, 총무부와 운영부의 2부로 구성.
- 총무부장은 전임직이 아니라, 사회보험청 차관이 겸임.
- 시설 등의 기관으로 사회보험업무센터를 설치.

- 2000년 4월 1일, 사회보험청의 지방 사무소로 도도부현에 지방사회보험사무국을 설치하고, 그 분장기관으로 사회보험사무소를 설치.
- 2001년 1월 6일, 후생성과 노동성이 통합하여 후생노동성이 발족, 후생노동성의 외국이 됨.
- 2006년 9월 1일, 사회보험청 차장 직을 폐지. 사회보험청 차장이 겸임하던 총무부장은 전임직이 됨.
- 2009년 12월 31일, 사회보험청이 폐지됨.

### 업무 이관
사회보험청의 주요 업무는 국민연금, 후생연금보험 및 정부관장 건강보험의 적용·징수·급부(給付)였으며, 국가가 보험자로서 최종적인 책임을 지면서 일상적인 경영을 할 뿐만 아니라, 지방분권추진위원회 제3차 권고(1997년 9월 2일)에 따라서는 국가의 직접 집행 사무로서 사회보험청이 일원적으로 수행하는 것으로 되어 있었다.
이에 따라 국민연금 보험료 징수에 있어서 기관 위임 사무로서 시(市)·정(町)·촌(村)에 의해서도 행해졌지만, 원칙적으로 국가가 직접 수행하는 것으로 정리되면서 지방분권일괄법의 시행에 따라 2002년 4월부터 국가로 이권되었다. 또 지방사무관 제도도 폐지되었고, 2000년 4월의 지방분권일괄법 시행에 따른 도도부현에서 해당 사무에 종사하고 있었던 직원의 신분은 후생사무관으로 변경되었다.
결국 도도부현의 연금 관리국을 폐지하고, 이를 대체하기 위해 사회보험청 산하 ‘사회보험사무국’이 신설되었다. 또 도도부현의 사회보험사무소는 사회보험청의 산하 기관으로 바뀌었다.
연금 제도의 기획·입안이나 적립금 관리는 후생노동성 연금국이 담당하고 있다.
- 지방분권추진위원회 제3차 권고

건강보험, 후생연금, 국민연금 등의 사무는 국가가 보험자로서 경영 책임을 지면서 평소 경영과 전국 규모의 기관으로서 효율적인 사업 운영을 위해 일체적 사무 처리가 요구되고 있었던 등의 이유로 국가의 직접 집행 사무가 되었다.
- 지방사무관

지방사무관은 일본 지방자치법 제정(1947년)에 즈음에 도도부현 소속으로 국가 공무원으로서 종사하고 있던 직원이 주무 대신이 인사권을 소유하고, 도도부현 지사가 지휘·감독을 하는 것으로 여겨지고 있었다.
1985년 4월 1일에 각 도도부현 육운사무소(陸運事務所)가 일본 운수성 운수국 육운지국(陸運支局)으로 이관되어, 해당 사무에 종사하고 있던 지방사무관은 운수사무관으로 변경된 전례가 있다.
2000년 4월 1일에는 사회보험 사무에 종사하고 있던 지방사무관은 후생사무관으로, 직업 안정 사무 및 노동보험 사무에 종사하고 있던 지방사무관은 노동사무관으로 변경되어 지방사무관 제도는 없어졌다.

## 조직
- 사회보험청 장관
- 수석 통괄 관리관
- 통괄 관리관(개혁 특명 담당)
- 관리관
- 총무부 - 총무과·직원과·경리과·서비스 추진과
- 운영부 - 기획과·의료보험과·연금보험과
- 사회보험 업무 센터 - 총무부·정보관리부·업무부·기록관리부·중앙연금 상담실
- 사회보험대학교 - 서무과·교무과
- 지방사회보험사무국(2006년 10월 1일 현재 전국 47군데) - 사회보험사무소(2006년 10월 1일 현재 전국 265군데)

## 현황
사회보험청의 관장 사무인 정부가 관장하는 건강보험 사업의 운영은, 2006년에 관련 법률의 개정에 따라 2008년 8월부터 독립된 기관인 비공무원 법인 ‘전국건강보험협회’를 설립하여 담당하도록 하게 되었다. 또한 선원보험은 노동보험과 전국건강보험협회로 이관하게 되었다
연금 사업의 운영은 납부율의 저하로 인해 국민연금 제도의 구조가 파탄에 이르렀다는 지적이 있는 가운데, 연금보험료의 낭비나 개인정보를 업무 외의 목적으로 열람하는 행위, 연금보험료 부정 면제 등의 사건이 일어나면서, 국민의 불신을 초래했다.

### 스캔들
2004년 3월, 국민연금보험료 미납 정보에 관한 개인정보 누출이 의심되는 사례(연금 미납 문제) 등이 보도된 것을 계기로 사회보험청의 엉성한 운영이 발각되었다. 같은 해 7월, 약 300명의 직원의 미납 정보 등의 개인정보를 업무 목적 외로 열람하고 있었던 것이 밝혀져 행위자와 관리 감독 공무원 513명이 징계 처분되었다. 같은 해 9월에는 사회보험청 간부 직원이 뇌물수수죄로 체포되어 국민의 신뢰를 현저하게 손상시키는 결과를 초래했다.
국회에서 연금 개정 관련 법안의 심의 때나 매스컴의 보도 등에 있어서 ‘이용자의 입장에서 생각하고 있지 않다’, ‘개인정보 보호의 중요성에 대해서 충분히 인식하고 있지 않다’, ‘국민이 납부한 보험료나 세금을 보험 급부 이외에 안이하게 생각하고 있다’라고 지적되면서 사회보험청과 직원 윤리 의식이 비판받았다. 다만, 사무비로 보험료를 사용하고 있었던 것에 관해서는 특례법으로 정해졌기 때문이며, 소위 ‘보험료 유용 문제’의 적절성 여부는 객관적으로 판단할 필요가 있다.
2006년 5월, 전국 각지의 사회보험사무소가 국민연금 보험료의 부정 면제(법령 등에 따른 정상적인 면제 조치가 아닌 사무 처리)를 하고 있었던 것이 발각되었다. 조사 결과 부정 면제는 222,587건에 달했고, 행정 조직으로서의 준법의식이 결여되고 있었다는 것이 밝혀졌다.
2007년 5월, 사회보험청 사무가 온라인화되었을 때 컴퓨터 입력에 오류가 있었던 것 등이 밝혀졌다. 국회나 매스컴에서는 주먹구구식 연금 기록 관리가 비판되었다.
사회보험청의 온라인 화 계획에 대하여 노동조합이 ‘중앙집권화식 지배 구조를 강화하고, 독점자본을 위한 합리화’라고 반대하고 있었으며, 온라인 화 실시에 따른 노동 강화를 요구하지 않는다라는 각서를 교환하고 있었던 것이 문제시 되었다.
2007년 8월 10일, 아이치현 내의 8군데 사회보험사무소가 건강보험이나 후생연금 보험료를 체납한 사업소에 대하여 부과되는 체납금을 부정하게 감액하고 있었던 것이 밝혀졌다. 총액은 적어도 약 6800만 엔으로 파악되고 있다.

## 사회보험청 개혁

### 새 조직
- 2008년 10월, 사회보험청에서 분할 독립.

1. 건강보험의 새로운 보험자가 되는 전국건강보험협회(비공무원형 공법인)
2. 보험의료기관의 지도 감독 등의 업무(지방후생국)

- 2010년 1월, 사회보험청의 업무를 분할.

1. 공적연금의 운영 업무를 담당하는 일본연금기구(비공무원형 공법인)
2. 공적연금의 재정 책임 및 관리 운영 책임을 담당하는 부문(후생노동성)

선원보험을 노동보험과 전국건강보험협회에 이관하고, 사회보험청은 폐지.

### 전개
- 2004년 7월 23일, 손해보험저팬의 부사장이었던 무라세 기요시가 민간 출신으로는 처음으로 사회보험청 장관에 취임.
- 2004년 8월 3일, 정부는 연금제도 개혁의 국회 심의 등을 통해 제도 실시 기관인 사회보험청의 사업 운영 자세에 대한 여러 가지 지적을 받고, ‘사회보험청의 바른 길에 관한 지식인 회의(내각관방장관 주재)’를 설치했다. 이 회의는 내각관방장관 및 후생노동대신과 여러 지식인으로 구성하여 2004년 8월부터 2005년 5월까지 총 10회 개최되었다.
- 2004년 8월, 사회보험청 업무의 근본적 개혁을 위해, 장관 아래의 모든 조직이 주체적으로 참가하여 개혁을 가속화하기 위한 사회보험청 개혁 추진 본부를 설치.
- 2004년 11월 26일, 지식인 회의(제5회)는 ‘긴급 대응 프로그램’을 정리.
- 2005년 5월 31일, 지식인회의는 최종 정리를 통해, 공적연금은 정부가 충분히 운영 책임을 담당하는 새로운 국가기관을 설치하고, 정부가 관장하는 건강보험은 국가에서 분리한 전국 단위의 공법인을 설립하는 것으로 결정했다.
- 2005년 7월, 상기 최종 정리를 이어 ‘사회보험 새 조직의 실현을 향한 지식인 회의(후생노동대신 주재)’를 설치하고, 국가 행정 조직의 연금 운영 새 조직의 구체적인 모습을 논의하였다.
- 2005년 12월 12일, 지식인회의는 연금 운영 새 조직을 국가의 ‘특별한 기관’이라는 위치를 부여하고, 주요 기능에 대한 의견을 밝혔다.
- 2006년 6월 21일 관련 법령의 개정 및 공포를 통해 2008년 10월에 전국건강보험협회가 신설되고, 정부가 관장하는 건강보험의 담당을 이관하기로 하였다.
- 2006년 12월 14일, 자민당 및 공명당에 의한 ‘여당 연금제도 개혁 협의회’는 연금 운영 새 조직의 법인화와 직원의 비공무원화를 담은 새로운 개혁 방침을 밝혔다.
- 2007년 2월 20일, 야나기사와 하쿠오 후생노동대신과의 협의에서 아베 신조 총리는 새 법인의 명칭을 ‘일본연금기구’로 결정.
- 2007년 6월 30일, 일본연금기구법안이 성립.

## 사회보험사업운영 평의회
사회보험사업운영 평의회(일본어: 社会保険事業運営評議会)는 2004년 8월에 사회보험청의 사업내용이나 업무의 실시 방법 등 사업 전반에 대하여 보험료 가입자나 이용자의 의견을 반영시켜 그 개선을 도모하는 것을 목적으로 사회보험청에 설치되었다. 구성원은 지식인이나 보험료 가입자인 노사대표 7인 등이다.
- 운영 평의회에 있어서의 검토 과제

1. 정부관장 건강보험, 후생연금보험, 국민연금 등의 사회보험 사업이 적절하게 실시되고 있는가
2. 피보험자의 적용, 보험료의 징수, 의료·연금 등의 급부 등 사회보험사업에 영향을 미치는 업무가 적절하게 실시되고 있는가
3. 기타 이용자의 시점에서 본 사회보험 사업 본연의 자세 확인